# 温海かぶ
温海かぶ（あつみかぶ）とは、山形県鶴岡市温海地域の主に山間地域で栽培されているカブである。江戸時代から栽培が行われている伝統野菜で、天明5年（1785年）に将軍・徳川家治へ漬物を献上した記録が残っている。山林の伐採跡などで焼畑農法を用いて栽培され、主に漬物（甘酢漬け）に加工されている。

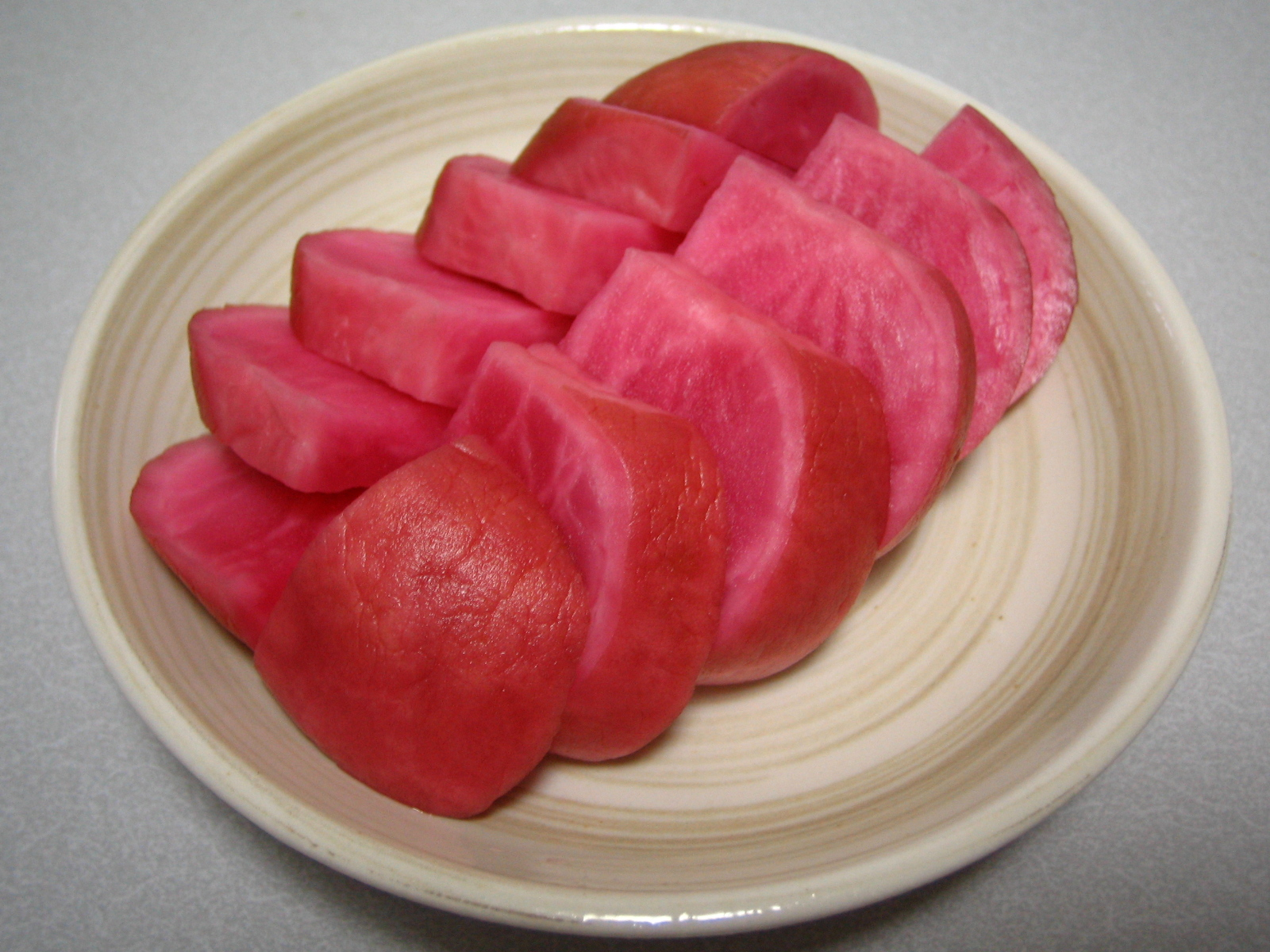
温海かぶ

## 概要
西洋系のカブで、固定種として複数の種苗会社から種子が販売されている。その一方で、生産者の自家採種による栽培も広く行われており、自然交雑により純粋な「温海かぶ」ではなく、単に「赤かぶ」として栽培・販売されているものも多い。そのため、「温海かぶ」を名乗って販売するためには固定種の種子を使用することが必須となっている。
表面は赤紫〜紫色をしているが内部は白く、漬物(甘酢漬け)にした場合は酢によって表面の色素（アントシアン）の分子構造が変化して赤紫〜ピンク色を呈し、同時に内部・漬け汁も同様の色になる。産地としては旧温海町一霞（ひとかすみ）地区が有名で、天正17年（1589年）に成立した一霞村の古文書にも温海かぶの名が記されている。昭和45年頃からは田川地域でも少連寺地区を中心に栽培が広められ、これ以後も庄内地方一円に広がっていった。また、鶴岡市藤沢地区で作られている藤沢かぶは温海かぶから選抜されたものとされ、明治時代から栽培が行われている。形は細長く、上半分が赤紫、下半分は白色。生産量が限られているため、生のままでの入手は困難である。
焼畑で栽培されるカブのことを東北地方では火野（かの）カブと呼び、秋田県にかほ市にも存在している。こうした焼畑による栽培で生産される温海かぶの特色を生かすため、地元自治体や生産者等で組織される「焼畑温海かぶブランド力向上対策協議会」により、登録商標「焼畑あつみかぶ」が登録され、焼畑以外の温海かぶとの差別化・ブランド化が進められている。
焼畑は、現在では環境破壊型農業として捉えられることがあるが、温海カブをはじめとする火野カブの栽培は林業における伐採と植栽のサイクルに沿った持続可能性を持つ栽培方法である。数十年かけて育成・管理された森林の樹木を伐採すると、蓄積された腐植土に下草（雑草）が繁茂する。これを刈って焼き払い、カブを栽培・収穫する。収穫後の畑には春になると自然にワラビなどの山菜が芽吹き、これを収穫した後に苗木を植え、再び森林を育成・管理していくのである。

## 漬物
扁平の丸形で表面は赤紫色で中が白く、現在は主に甘酢漬けに加工されている。甘酢漬けは、地元の漬物店が初めて製造したとの説もあるが、1970年代までには生産地である鶴岡市温海・田川地区においては一般家庭で広く作られていた。江戸時代や戦争中等、砂糖や酢が貴重品だった時代は「アバ漬け」と呼ばれる味噌漬けが主流であり(アバは方言で母親の意)、江戸時代に献上されていた漬物はこれであった可能性が高い。1970～80年代までは家庭でも作られていたが次第に甘酢漬けに取って代わられ、現在ではほとんど作られていない。原材料には庄内柿、山葡萄の皮、米糠、塩、味噌等が用いられるが、製法については各家庭ごとに違いがある。
2015年秋から、「アバ漬け復活プロジェクト」として地域住民・旅館などが協力し、昔ながらのアバ漬けを復活させる取り組みが続けられている。

## 栽培
耕作地は、主に伐採した山林の跡地が用いられ、同時に水はけの良い斜面が選ばれ、昔ながらの焼き畑でつくられている。水田の畦畔（けいはん）部分や、畑だった所を用いる例もみられるが、排水性が悪いため品質は良くないといわれている。以下、標準的な栽培日程を示す。ただし、刈り払った下草の乾燥程度や天候によりずれ込む場合がある。
- 7月中旬〜下旬 - 繁茂した下草を刈り、放置して十分に乾燥させる。
- 8月上旬〜中旬 - 下草に火をつけて焼き払い、まだ暖かいうちに播種。棒で叩くなどして土（灰）を薄くかぶせ、雨で種子が流されないようにする。
- 10月上旬〜 - 収穫開始

温海かぶの種子は、畑にまき溝をつけて筋まきをする。本葉が出始まったら間引きを行い、生育状況を見て2回目、3回目の間引きを行う。地面の上に出たカブの部分を見て、大きくなったものから収穫をする。早い所では焼畑から1か月程度で収穫できるようになるが、積雪が始まる12月上旬頃まで成長に応じて随時収穫される。
基本的に、播種から収穫まで肥料は与えず、必要に応じて間引きを行う程度である。ただし、播種後数日以内に降雨がないと発芽しないため、好天が続く場合は人力で散水する必要がある。